# Septuma
Septuma es un género de foraminífero bentónico de la familia Normaninidae, de la superfamilia Komokioidea y del orden Komokiida. Su especie tipo es Septuma ocotillo. Su rango cronoestratigráfico abarca el Holoceno.

## Discusión
Tradicionalmente Septuma ha sido incluido en la familia Komokiidae de la superfamilia Komokioidea del orden Textulariida, o en el orden Astrorhizida. Clasificaciones más modernas han incluido Septuma en el suborden Astrorhizina del orden Astrorhizida.

## Clasificación
Septuma incluye a las siguientes especies:
- Septuma brachyramosa
- Septuma komokiformis
- Septuma ocotillo
- Septuma pauciseptata
- Septuma stellata